# Yoshifumi Ōno
Yoshifumi Ōno (jap. 大野 貴史, Ōno Yoshifumi; * 22. Mai 1978 in der Präfektur Osaka) ist ein ehemaliger japanischer Fußballspieler.

## Karriere
Ōno erlernte das Fußballspielen in der Schulmannschaft der Hatsushiba Hashimoto High School. Seinen ersten Vertrag unterschrieb er 1997 bei den Consadole Sapporo. Der Verein spielte in der zweithöchsten Liga des Landes, der Japan Football League. 1997 wurde er mit dem Verein Meister der Japan Football League und stieg in die J1 League auf. Am Ende der Saison 1998 stieg der Verein in die J2 League ab. Für den Verein absolvierte er 46 Spiele. 2001 wechselte er zum Ligakonkurrenten Montedio Yamagata. Für den Verein absolvierte er 37 Spiele. Danach spielte er bei den Shizuoka FC und Okinawa Kariyushi FC. Ende 2005 beendete er seine Karriere als Fußballspieler.